# Ейден Макгіді
Ейден Макгіді (англ. Aiden McGeady; 4 квітня 1986, Глазго, Шотландія) — ірландський футболіст, півзахисник національної збірної Ірландії та англійського «Евертона».

## Клубна кар'єра

### Ранні роки
Макгіді грав на дитячому рівні за «Басбі» і «Гованхілл». У п'ятнадцятирічному віці Ейден кинув свою школу, Вищу школу Святого Нініана в Глазго, для того, щоб весь свій час присвячувати надалі футболу. Першою його «великою» командою став «Куїнс Парк».

### «Селтік»
У 2001 році Макгіді перейшов до «Селтіка». Грав за юнацьку і молодіжну команди «кельтів». В цей час ним серйозно цікавився Лондонський «Арсенал», проте ірландець волів залишитися в лавах «біло-зелених».
25 квітня 2004 року вісімнадцятирічний Ейден дебютував у першій команді «Селтіка», вийшовши відразу ж у стартовому складі «кельтів». Відбулося це в матчі Шотландської прем'єр-ліги, де «біло-зелені» зустрічалися з «Харт оф Мідлотіан». Перший млинець не виявився глевким — у цій грі, вразивши ворота «сердець» на 17-й хвилині поєдинку, Макгіді відкрив рахунок своїм голам за команду і став найкращим гравцем зустрічі.
20 жовтня цього ж року Ейден дебютував і в єврокубках у зустрічі групового етапу Ліги чемпіонів 2004/05 з донецьким «Шахтарем».
Другий сезон Макгіді у складі «кельтів» затьмарила травма коліна, тим не менше ірландець зіграв значну роль в перемозі «Селтіка» в шотландському першості, який під керівництвом Гордона Страчана виграв вже друге чемпіонське звання. Всього в сезоні 2005/06 Ейден зіграв 24 матчі, забив 4 м'ячі і віддав сім гольових передач.
6 лютого 2007 року ірландець продовжив контракт з «Селтіком». Нова угода була розрахована на чотири з половиною роки.
У сезоні 2007/08 своєю хорошою грою Макгіді удостоївся підвищеної уваги з боку ЗМІ. Однією з найкращих ігор ірландця в цьому сезону стала зустріч із «Абердіном», що відбулася 10 лютого 2008 року, де Ейден забив один з голів і ще три рази асистував партнерам по команді. Особливо гарним був четвертий м'яч «кельтів» — Макгіді, отримавши м'яч в штрафній зоні «червоних» знаменитим «фінтом Зідана» обіграв трьох футболістів суперника і виклав пас верхом точно на голову нападникові «Селтіка» Скотту Макдональду, якому залишалося не промахнутися з двох метрів. 27 квітня цього ж року ірландець знову асистував австралійському форвардові в матчі дербі «Old Firm». Цей гол дозволив «Селтіку» зрівняти рахунок у грі, яку в результаті «кельти» виграли 3:2. Перемога виявилася вирішальною у розподілі місць чемпіонату Шотландії 2007/08, «біло-зелені» захистили свій титул. Всього за цей футбольний рік Макгіді провів на полі 51 гру, забивши 8 голів і зробивши 24 результативні передачі.
20 квітня 2008 року було оголошено, що Ейден удостоївся звання Гравця року та Молодого гравця року за версією колег-футболістів. Це був всього лише другий випадок в історії шотландського футболу, коли гравець удостоювався цих двох нагород одночасно — першим був також футболіст «Селтіка» Шон Мелоуні у 2006 році.
У міжсезоння багато клубів хотіли дістати Ейдена в свої ряди — в їх числі були «Еспаньйол», «Севілья», «Манчестер Сіті», «Ньюкасл Юнайтед», «Тоттенхем Хотспур», «Сандерленд». Сам ірландець сказав, що його приваблює перспектива грати в Англії або Іспанії, але поки він хоче продовжити виступи за «Селтік».
17 липня Ейден підписав новий контракт з «кельтами», розрахований на п'ять років.
Наступний сезон став важким для Макгіді внаслідок погіршення його особистих відносин з наставником глазвегіанцев, Страчаном. Найбільшу розголосу в пресі придбала перепалка між Гордоном і Ейден в роздягальні «Селтіка» 16 грудня 2008 року, після чого головний тренер «біло-зелених» оштрафував футболіста на двотижневу зарплату, а також усунув його від участі в наступних двох іграх. Сам Страчан згодом заперечував, що у нього був конфлікт з Макгіді.
У першій же грі сезону 2009/10 Ейден відзначився забитим голом, вразивши ворота «Абердіна». 30 серпня 2009 року в грі з «Хайберніаном» Макгіді був вперше у своїй професійній кар'єрі видалений з поля — сталося це в досить спірному епізоді з падінням ірландця в штрафній суперника. Суддя порахував, що Ейден впав з власної волі і пред'явив йому жовту картку, яка стала другою для гравця «кельтів» у матчі. 4 жовтня цього ж року Макгіді забив гол у зустрічі з «Рейнджерс», яку тим не менш «Селтік» програв 1:2.
У січні 2010 року англійський «Бірмінгем Сіті» запропонував «кельтами» за талановитого хавбека 14 мільйонів фунтів стерлінгів, проте «біло-зелені» не захотіли розлучатися з Макгіді.

### «Спартак» (Москва)
Наприкінці травня того ж року в британській пресі з'явилися повідомлення, що ірландцем серйозно цікавиться російський «Спартак», готовий заради переїзду Макгіді в Москви розлучитися з 8 мільйонами євро. 4 червня «червоно-білі» зробили «кельтами» офіційну пропозицію по Ейден в розмірі 10 мільйонів євро, але глазвегіанці його відхилили.
В цей же час про свій інтерес до ірландцеві заявили англійські «Бірмінгем Сіті» і «Астон Вілла», проте незабаром клуби відмовилися від претензій на Макгіді.
12 липня стало відомо, що Ейден не полетів з «Селтіком» на передсезонний командний збір, після чого наставник «біло-зелених», Ніл Леннон, заявив, що ірландець швидше за все покине стан «кельтів».
3 серпня Макгіді вилетів до Москви для переговорів з керівництвом російського клубу. 10 серпня в пресі з'явилася інформація, що ірландця влаштували умови «Спартака», і після медичного обстеження він підпише з «червоно-білими» контракт.
13 серпня Ейден офіційно став гравцем «Спартака», уклавши з москвичами угоду про співпрацю строком на чотири роки.

### Клубна статистика
| Селтік             | 2003/04 | 4  | 1  | - | -  | - | -  | - | -   | 4  | 1 |
| 2004/05            | 27      | 4  | 5  | 0 | 2  | 1 | 3  | 0 | 37  | 5  |   |
| 2005/06            | 20      | 4  | 1  | 0 | 2  | 0 | 1  | 0 | 24  | 4  |   |
| 2006/07            | 34      | 5  | 4  | 0 | 2  | 0 | 5  | 0 | 45  | 5  |   |
| 2007/08            | 36      | 7  | 4  | 0 | 1  | 0 | 10 | 1 | 51  | 8  |   |
| 2008/09            | 29      | 3  | 3  | 1 | 4  | 2 | 4  | 1 | 40  | 7  |   |
| 2009/10            | 35      | 7  | 4  | 0 | 2  | 0 | 9  | 0 | 50  | 7  |   |
| Всього за «Селтік» | 185     | 31 | 21 | 1 | 13 | 3 | 32 | 2 | 251 | 37 |   |
| Всього за кар'єру  | 185     | 31 | 21 | 1 | 13 | 3 | 32 | 2 | 251 | 37 |   |

(Дані наведено станом на 9 травня 2010)

## Збірна Ірландії
Макгіді грав за шотландську збірну школярів під час свого перебування в лавах «Куїнс Парк». Брав участь у чемпіонаті світу для гравців до 13 років, що проходив в Парижі. Після того, як Ейден покинув стан «павуків» і приєднався до «Селтіку», розгорілися палкі суперечки з приводу того, чи має права цей молодий футболіст грати за збірну Ірландії, куди він, за заявами самого футболіста, прагнув з дитинства, хоча й народився в Глазго.
У результаті Макгіді дозволили грати за ірландців. Не останню роль у цьому зіграв колишній воротар «кельтів» Пекі Боннер — ірландець за національністю, який довгий час грав в Шотландії.
Через деякий час представники «тартановим армії» знову взялися переконувати Макгіді виступати саме за шотландців. До переговорів було залучено колишній тоді наставником збірної країни, Берті Фогтса, однак Ейден був непохитний.
Дебют Макгіді у складі збірної Ірландії відбувся 2 червня 2004 року, коли «хлопці в зеленому» в товариському матчі зустрічалися з Ямайкою.

### Матчі і голи за збірну Ірландії
| №  | Дата              | Місце                                         | Опонент    | Рахунок | Голи Макгіді | Змагання                                                   |
| 1  | 2 червня 2004     | «Воллі», Лондон, Англія                       | Ямайка     | 1:0     | —            | Товариський матч                                           |
| 2  | 16 листопада 2004 | «Ленсдаун Роуд», Дублін, Ірландія             | Хорватія   | 1:0     | —            | Товариський матч                                           |
| 3  | 9 лютого 2005     | «Ленсдаун Роуд», Дублін, Ірландія             | Португалія | 1:0     | —            | Товариський матч                                           |
| 4  | 24 травня 2006    | «Ленсдаун Роуд», Дублін, Ірландія             | Чилі       | 0:1     | —            | Товариський матч                                           |
| 5  | 16 серпня 2006    | «Ленсдаун Роуд», Дублін, Ірландія             | Нідерланди | 0:4     | —            | Товариський матч                                           |
| 6  | 2 вересня 2006    | Стадіон Готліба Даймлера, Штутгарт, Німеччина | Німеччина  | 0:1     | —            | Відбірковий матч чемпіонату Європи з футболу 2008          |
| 7  | 7 жовтня 2006     | «Нью ДСП», Нікосія, Кіпр                      | Кіпр       | 2:5     | —            | Відбірковий матч чемпіонату Європи з футболу 2008          |
| 8  | 15 листопада 2006 | «Ленсдаун Роуд», Дублін, Ірландія             | Сан-Марино | 5:0     | —            | Відбірковий матч чемпіонату Європи з футболу 2008          |
| 9  | 24 березня 2007   | «Кроук Парк», Дублін, Ірландія                | Уельс      | 1:0     | —            | Відбірковий матч чемпіонату Європи з футболу 2008          |
| 10 | 28 березня 2007   | «Кроук Парк», Дублін, Ірландія                | Словаччина | 1:0     | —            | Відбірковий матч чемпіонату Європи з футболу 2008          |
| 11 | 22 серпня 2007    | NRGi Арена, Орхус, Данія                      | Данія      | 4:0     | —            | Товариський матч                                           |
| 12 | 8 вересня 2007    | «Тегельне поле», Братислава, Словаччина       | Словаччина | 2:2     | —            | Відбірковий матч чемпіонату Європи з футболу 2008          |
| 13 | 12 вересня 2007   | «AXA Арена», Прага, Чехія                     | Чехія      | 0:1     | —            | Відбірковий матч чемпіонату Європи з футболу 2008          |
| 14 | 13 жовтня 2007    | «Кроук Парк», Дублін, Ірландія                | Німеччина  | 0:0     | —            | Відбірковий матч чемпіонату Європи з футболу 2008          |
| 15 | 17 жовтня 2007    | «Кроук Парк», Дублін, Ірландія                | Кіпр       | 1:1     | —            | Відбірковий матч чемпіонату Європи з футболу 2008          |
| 16 | 17 листопада 2007 | «Мілленіум», Кардіфф, Уельс                   | Уельс      | 2:2     | —            | Відбірковий матч чемпіонату Європи з футболу 2008          |
| 17 | 6 лютого 2008     | «Кроук Парк», Дублін, Ірландія                | Бразилія   | 0:1     | —            | Товариський матч                                           |
| 18 | 29 травня 2008    | «Крейвен-Коттедж», Лондон, Англія             | Колумбія   | 1:0     | —            | Товариський матч                                           |
| 19 | 20 серпня 2008    | «Уллевол», Осло, Норвегія                     | Норвегія   | 1:1     | —            | Товариський матч                                           |
| 20 | 6 сентября 2008   | «Штадіон ам Бручвег», Майнц, Німеччина        | Грузія     | 2:1     | —            | Відбірковий матч чемпіонату світу з футболу 2010           |
| 21 | 10 вересня 2008   | «Под Горицом», Подгориця, Чорногорія          | Чорногорія | 0:0     | —            | Відбірковий матч чемпіонату світу з футболу 2010           |
| 22 | 15 жовтня 2008    | «Кроук Парк», Дублін, Ірландія                | Кіпр       | 1:0     | —            | Відбірковий матч чемпіонату світу з футболу 2010           |
| 23 | 11 лютого 2009    | «Кроук Парк», Дублін, Ірландія                | Грузія     | 2:1     | —            | Відбірковий матч чемпіонату світу з футболу 2010           |
| 24 | 28 березня 2009   | «Кроук Парк», Дублін, Ірландія                | Болгарія   | 1:1     | —            | Відбірковий матч чемпіонату світу з футболу 2010           |
| 25 | 29 травня 2009    | «Крейвен-Коттедж», Лондон, Англія             | Нігерія    | 1:1     | —            | Товариський матч                                           |
| 26 | 6 червня 2009     | «Васил Левський», Софія, Болгарія             | Болгарія   | 1:1     | —            | Відбірковий матч чемпіонату світу з футболу 2010           |
| 27 | 12 серпня 2009    | «Томонд Парк», Лімерік, Ірландія              | Австралія  | 1:1     | —            | Товариський матч                                           |
| 28 | 5 вересня 2009    | «Нью ГСП», Нікосія, Кіпр                      | Кіпр       | 2:1     | —            | Відбірковий матч чемпіонату світу з футболу 2010           |
| 29 | 10 жовтня 2009    | «Кроук Парк», Дублін, Ірландія                | Італія     | 2:2     | —            | Відбірковий матч чемпіонату світу з футболу 2010           |
| 30 | 14 листопада 2009 | «Кроук Парк», Дублін, Ірландія                | Франція    | 0:1     | —            | Відбірковий матч чемпіонату світу з футболу 2010 (плей-оф) |
| 31 | 18 листопада 2009 | «Стад де Франс», Сен-Дені, Франція            | Франція    | 1:1     | —            | Відбірковий матч чемпіонату світу з футболу 2010 (плей-оф) |
| 32 | 2 березня 2010    | «Авіва», Дублін, Ірландія                     | Бразилія   | 0:2     | —            | Товариський матч                                           |

### Зведена статистика ігор/голів за збірну
| Збірна            | Рік               | Відбіркові матчі ЧС | Відбіркові матчі ЧС | Фінальні матчі ЧС | Фінальні матчі ЧС | Відбіркові матчі ЧЄ | Відбіркові матчі ЧЄ | Фінальні матчі ЧЄ | Фінальні матчі ЧЄ | Товариські матчі | Товариські матчі | Всього | Всього |
| Збірна            | Рік               | Ігри                | Голи                | Ігри              | Голи              | Ігри                | Голи                | Ігри              | Голи              | Ігри             | Голи             | Ігри   | Голи   |
| ----------------- | ----------------- | ------------------- | ------------------- | ----------------- | ----------------- | ------------------- | ------------------- | ----------------- | ----------------- | ---------------- | ---------------- | ------ | ------ |
| Ірландія          | 2004              | —                   | —                   | —                 | —                 | —                   | —                   | —                 | —                 | 2                | 0                | 2      | 0      |
| Ірландія          | 2005              | —                   | —                   | —                 | —                 | —                   | —                   | —                 | —                 | 1                | 0                | 1      | 0      |
| Ірландія          | 2006              | —                   | —                   | —                 | —                 | 3                   | 0                   | —                 | —                 | 2                | 0                | 5      | 0      |
| Ірландія          | 2007              | —                   | —                   | —                 | —                 | 7                   | 0                   | —                 | —                 | 1                | 0                | 8      | 0      |
| Ірландія          | 2008              | 3                   | 0                   | —                 | —                 | —                   | —                   | —                 | —                 | 3                | 0                | 6      | 0      |
| Ірландія          | 2009              | 7                   | 0                   | —                 | —                 | —                   | —                   | —                 | —                 | 2                | 0                | 9      | 0      |
| Ірландія          | 2010              | —                   | —                   | —                 | —                 | —                   | —                   | —                 | —                 | 1                | 0                | 1      | 0      |
| Всього за кар'єру | Всього за кар'єру | 10                  | 0                   | 0                 | 0                 | 10                  | 0                   | 0                 | 0                 | 12               | 0                | 32     | 0      |

(дані наведено станом на 2 березня 2010)

## Особисте життя
Батько Ейдена, Джон Макгіді, також був професіональним футболістом, виступав за англійський «Шеффілд Юнайтед», американський «Саузен Каліфорнія» і валлійський «Ньюпорт Каунті».
В кінці квітня 2008 року в шотландській пресі з'явилися повідомлення, що ірландець побився з фанами найзлішого ворога «кельтів», «Рейнджерс». Сталося це через декілька годин після закінчення дербі «Старої фірми». Виходячи з нічного клубу разом з партнером по «Селтіку», Скоттом Макдональдом, він став об'єктом насмішок зі сторони фанатів «Рейнджерс», котрі пізніше його атакували. За повідомленнями очевидців Макгіді був змушений захищатися.

## Досягнення

### Командні досягнення
«Селтік»
- Чемпіон Шотландії (4): 2003/04, 2005/06, 2006/07, 2007/08
- Володар Кубка Шотландії (2): 2004/05, 2006/07
- Володар Кубка шотландської ліги (1): 2008/09

### Особисті досягнення
- Молодий гравець року за версією футболістів Професіональної футбольної асоціації Шотландії: 2008
- Гравець року за версією футболістів Професіональної футбольної асоціації Шотландії: 2008
- Найкращий гравець сезону Прем'єр-ліги: 2008
- Найкращий гравець року за версією «BBC Sportsound»: 2008
- Найкращий молодий гравець року «Селтіка» (3): 2005, 2006, 2007
- Найкращий гравець року «Селтіка»: 2008
- Гравець місяця в Шотландській прем'єр-лізі: 5 разів
- Молодий гравець місяця в Шотландській прем'єр-лізі: 6 разів
- Найкращий молодий гравець року Ірландії: 2009